# ريشارد فيلهلم
ريشارد فيلهلم (بالألمانية: Richard Wilhelm) ولد في 10 أيار 1873 وتوفي في 2 آذار 1930. ألماني الجنسية وهو عالم بالحضارة الصينية وعالم لاهوتي ومبشر.
عاش في الصين لمدة 25 سنة وصار يتكلم ويكتب اللغة الصينية بطلاقة، كما أحب وأعجب بالشعب الصيني، وقد اشتهر بترجمته لأعمال الفلسفة الصينية إلى الألمانية والتي بدورها ترجمت إلى لغات أخر من ضمنها الإنجليزية، وتعد ترجمته لكتاب التغيرات أو ايجنغ (I Ching) من أفضل أعماله إلى جانب ترجمته لكتاب سر الزهرة الذهبية (The Secret of the Golden Flower)، وقد أضاف كارل جنغ- وهو طبيب نفساني سويسري وصديقا لريشارد – مقدمة للكتابين.
يذكر أن ابن فيلهلم: هيلموت فيلهلم كان أيضا عالما بالحضارة الصينية، وأستاذا لللغة الصينية في جامعة واشنطن.

## روابط خارجية
- ريشارد فيلهلم على موقع ديسكوغز (الإنجليزية)